# Hani Kjóko
Hani Kjóko (羽仁協子; Hepburn: Hani Kyōko; Tokió, 1929. november 5. – 2015. április 5.) japán zenepedagógus, nevelő, műfordító. A Kodály-módszer egyik elterjesztője Japánban, számos magyar irodalmi művet fordított japán nyelvre. A magyar óvodapedagógiai módszereket is terjesztette Japánban. Apja Hani Goró történész.

## Élete és pályafutása
Édesapja, Hani Goró történész segítségével lépett kapcsolatba Kodály Zoltánnal, akit apja jól ismert. Először a Lipcsei Konzervatóriumban tanult karmester szakon, majd Kodály javaslatára a Liszt Ferenc Zeneművészeti Egyetemen tanulmányozta a magyar zenepedagógiát, Kodály és Forrai Katalin munkásságát. Az Eötvös Loránd Tudományegyetemen japán nyelvet is oktatott. Megtanult magyarul, számos szépirodalmi művet, mesekönyvet, pedagógiai művet fordított japánra, illetve japánról magyarra is fordított szépirodalmat.
Nem csak a zenepedagógia érdekelte, de a magyar óvodapedagógia is, lefordította japánra többek között a Nevelőmunka az óvodában (Szabó Erzsébet; Bp. 1957.) és Az óvodai nevelés programja (Kovács György; Bp. 1971.) című munkákat. Miután visszatért Japánba, testvérével közösen óvodát hoztak létre, valamint megalapította a Japán Kodály Intézetet. Japánban több mint 600 olyan óvoda működik a jóvoltából, ahol magyar módszer szerint oktatnak. Rendszeresen küldenek óvónőket Magyarországra továbbképzésre. 1989-ben Magyarországon létrehozta a Hani Alapítványt a japán pedagógiai munka támogatásához. Gyűjtötte a japán népdalokat, gyermekdalokat, ezek oktatásának fontosságát hangsúlyozta hazájában.
85 évesen érte a halál, végakarata szerint testét orvosi célokra ajánlották fel.

## Fordításai
- Fukazava Sicsiró: 
  - Zarándokének. Novellák; vál. Hani Kjóko, ford. Holti Mária, Szenczei László, utószó Tőkei Ferenc, Európa, Bp., 1965 (Modern könyvtár) ISBN 963072832X
  - Kósui bölcsődal; vál. Hani Kjóko, ford. Sz. Holti Mária; Európa, Bp., 1968
  - Zarándokének. Elbeszélések; vál. Hani Kjóko, szerk. Kalmár Éva, ford. Hani Kjoko, Sz. Holti Mária, Szenczei László; 3. bőv. kiad.; Európa, Bp., 1982 (Európa zsebkönyvek)
- Ueda Akinari: Eső és hold meséi; ford., utószó Hani Kjóko, Holti Mária; Európa, Bp., 1964
- Mélytengerek vándorai. Magyar novellagyűjtemény (Sinkai no horosa: hangari tanpen soszecusu, 1966)
- Forrai Katalin: Magyar gyerekek játékai és dalai (ハンガリー子どもの遊びと音楽, Hangari kodomo no aszobi to ongaku, 1968)
- Sándor Frigyes: Zenei nevelés Magyarországon (ハンガリーの音楽教育, Hangari no ongaku kjóiku, 1968)
- Déry Tibor: Niki (ニキ, 1969)
- Tőkei Ferenc: Ázsiai termelési mód kérdéséhez (アジア的生産様式, Adzsia-teki szeiszanjósiki, 1971)
- Fejes Endre: Rozsdatemető (くず鉄墓場, Kuzutecu hakaba, 1971)
- Tőkei Ferenc: A kínai elégia születése: K'iü Jüan és kora (中国の悲歌の誕生 屈原とその時代, Csúgoku no hika no tandzsó kucugen to szono dzsidai, 1972)
- Marék Veronika: Jó éjszakát Annipanni! (おやすみ、アンニパンニ!, Ojaszumi Annipanni!, 1973)
- Tőkei Ferenc: A társadalmi formák elméletéhez (社会構成体論, Sakai kószeitairon, 1977)
- Karinthy Ferenc: Budapesti tavasz (ブダペストに春がきた, Budapeszuto ni haru ga kita, 1978)
- Nagy Sándor: Didaktika (ハンガリー教授学, Hangari kjódzsugaku, 1979)
- Karlócainé Kelemen Marianne: Kisgyermekek játékoskönyve (世界の子どもの遊戯集, Szekai no kodomo no júgi-sú, 1984)
- Torda Ilona: Érzelmi nevelés (情緒教育, Dzsócso kjóiku, 1989)
- Székely Júlia: Elindultam szép hazámból ( Bartók Béla élete) (バルトーク物語, Barutóku monogatari, 1992)
- Szecsei Hermina: Képzőművészeti nevelés az óvodában (保育園での美術教育, Hoikuen de no bidzsucu kjóiku, 2003)
- Marék Veronika: Boribon születésnapja (ブルンミのたんじょうび, Burunmi no tandzsóbi, 2003)
- Marék Veronika: Boribon és Annipanni (ブルンミとアンニパンニ, Burunmi to Annipanni, 2003)
- Ranschburg Ernő: Milyen a kisgyermekek világa? (幼児は世界をどうみているか?, Jódzsi va szekai o dó mite iru ka?, 2004)
- Marék Veronika: Boribon és a 7 lufi (ブルンミとななつのふうせん, Burunmi to nanacu no fúszen, 2004)
- Marék Veronika: Boribon és a hóember (ブルンミとゆきだるま, Burunmi to jukidaruma, 2004)
- Marék Veronika: Kippkopp és a Tipptopp (キップコップとティップトップ, Kippukoppu to Tipputoppu, 2005)
- Marék Veronika: Kippkopp a hóban (ゆきのなかのキップコップ, Juki no naka no Kippukoppu, 2005)
- Marék Veronika: Kippkopp a fűben (くさのなかのキップコップ, Kusza no naka no Kippukoppu, 2005)
- Marék Veronika: Kippkopp karácsonya (キップコップのクリスマス, Kippukoppu no kuriszumaszu, 2005)
- Marék Veronika: Boribon beteg (びょうきのブルンミ, Bjóki no Burunmi 2006)
- Marék Veronika: Kippkopp gyerekei (キップコップのこどもたち, Kippukoppu no kodomotacsi, 2006)
- Marék Veronika: Boribon kirándul (ブルンミのピクニック, Burunmi no pikunikku, 2006)
- Marék Veronika: Kippkopp és a hónapok (キップコップと12のつき, Kippukoppu to 12 no cuki, 2007)
- Marék Veronika: Boribon autózik (ブルンミのドライブ, Burunmi no doraibu, 2008)
- Marék Veronika: Kippkopp, hol vagy? (キップコップどこにいるの?, Kippukoppu doko ni iru no?, 2009)

## Ajánlott irodalom
- Vihar Judit. Egy magyar lelkű japán, Hani Kjóko. Balassi Kiadó (2018). ISBN 9789634560333